# Fraser's Magazine
Fraser's Magazine for Town and Country var en litteraturtidskrift som grundades av Hugh Fraser och William Maginn  och gavs ut i London, England mellan 1830–1882. Maginn (och senare Francis Sylvester Mahony) ledde arbetet med tidskriften, under pseudonymet Oliver Yorke, fram till cirka 1840. Fraser's Magazine var från början politiskt bunden till Tory.

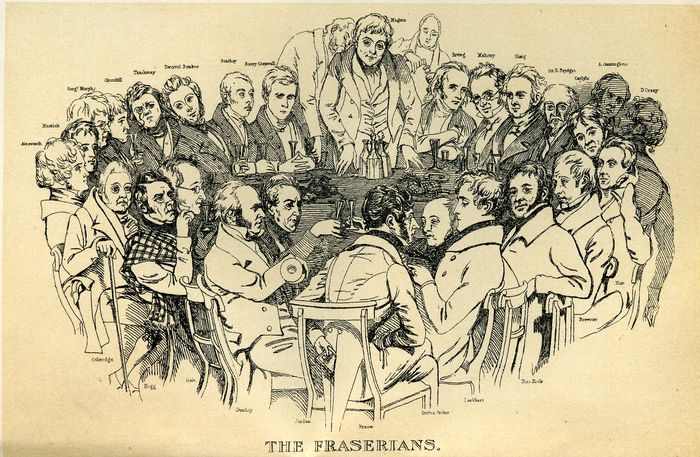
Några av medarbetarna på eller bidragsgivarna för Fraser's Magazine 1835, i en illustration av Daniel Maclise.

Medarbetare på eller bidragsgivare för Fraser's Magazine var bland andra Thomas Carlyle, William Thackeray, Frances Power Cobbe, Thomas Medwin, James Hogg, Thomas Love Peacock, William Harrison Ainsworth, William Mudford, Janet Ross, John Stuart Mill, Percival Banks, Thomas Crofton Croker, John Galt, John Abraham Heraud, Edward Kenealy, David Macbeth Moir, Francis Sylvester Mahony, Robert Willmott, Thomas Wright och William Jardine Smith.
1882 döptes Fraser's Magazine om till Longman's Magazine, som i sin tur publicerades fram till oktober 1905.